# Erdeven
Erdeven (bretonisch: An Ardeven) ist eine französische Gemeinde mit 3987 Einwohnern (Stand 1. Januar 2022) im Département Morbihan in der Region Bretagne.

## Geographie

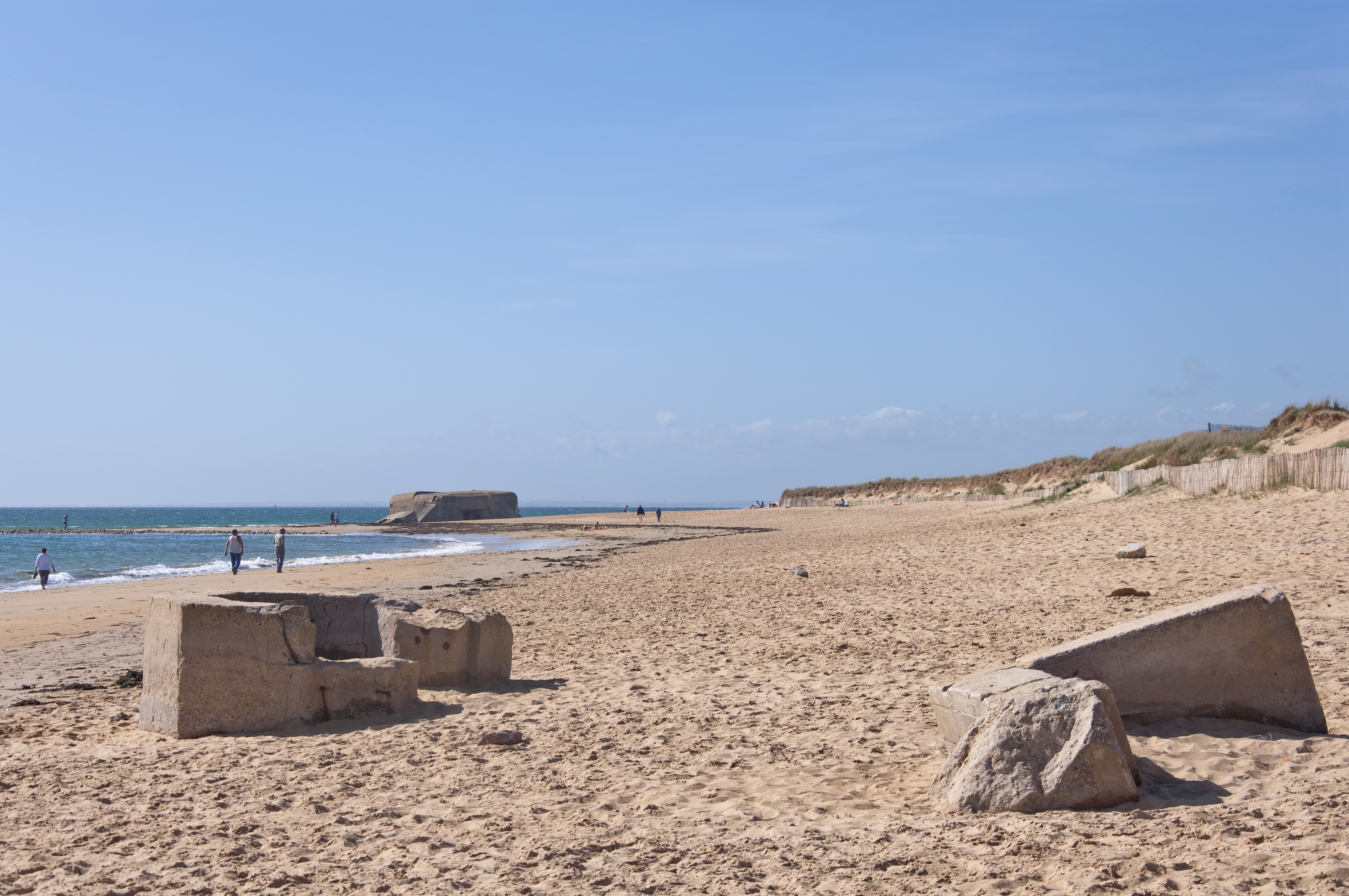
Strand von Kerouriec, Erdeven

Die Gemeinde grenzt im Nordwesten an die Gemeinde Étel, im Norden an Belz und Locoal-Mendon, im Osten an Ploemel und Carnac, im Südosten an Plouharnel und im Südwesten an die Atlantikküste sowie die Mündung des Flusses Étel.

## Bevölkerungsentwicklung
| Jahr                       | 1962 | 1968 | 1975 | 1982 | 1990 | 1999 | 2010 | 2019 |
| Einwohner                  | 1864 | 1910 | 1986 | 2145 | 2352 | 2523 | 3489 | 3853 |
| Quellen: Cassini und INSEE |      |      |      |      |      |      |      |      |

## Kultur und Sehenswürdigkeiten
Erdeven ist heute hauptsächlich ein touristisch geprägtes Dorf.
Attraktionen des Ortes sind ein sieben Kilometer langer Sandstrand am Atlantik beim Ortsteil Kerhillio (plage de Kerhillio), sowie zahlreiche prähistorische Stätten der Megalithkultur mit Dolmen, Menhiren und Alignements (z. B. Alignements von Kerzerho). Die im Gemeindegebiet von Erdeven liegenden Steinreihen bilden den westlichen Ausläufer der riesigen Anlage von Carnac.
Siehe auch: Liste der Monuments historiques in Erdeven

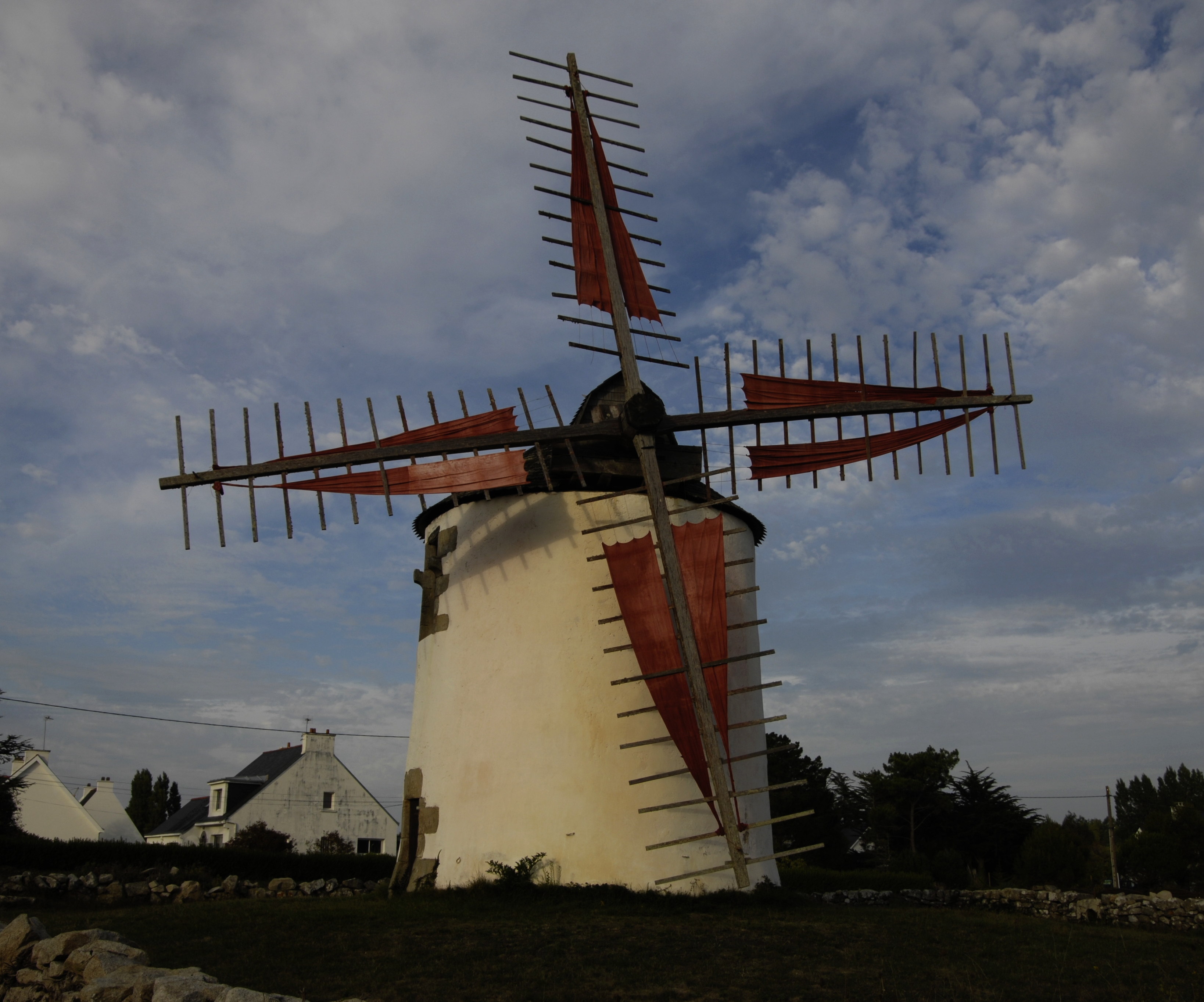
Historische Windmühle
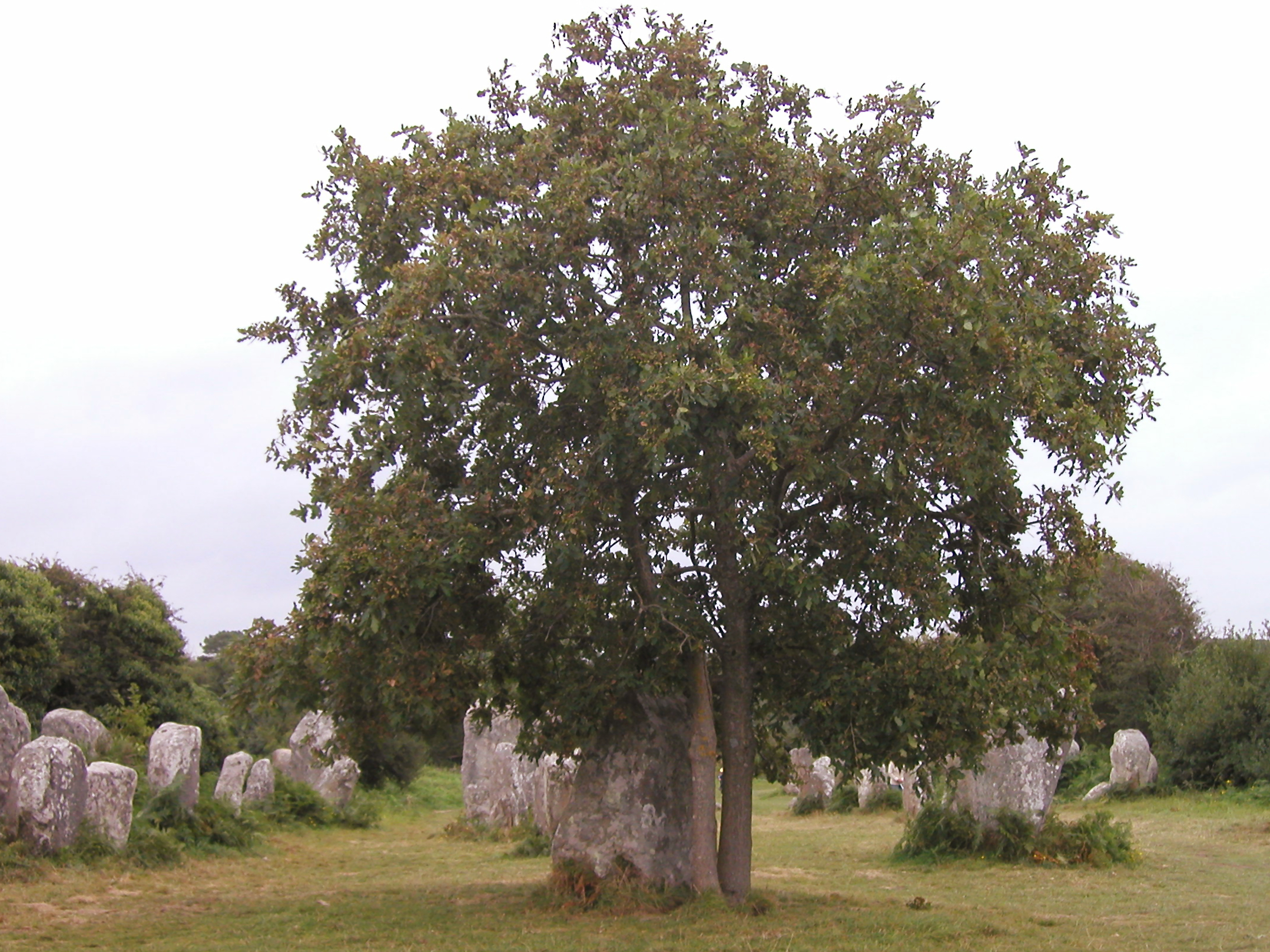
Im Alignement von Erdeven
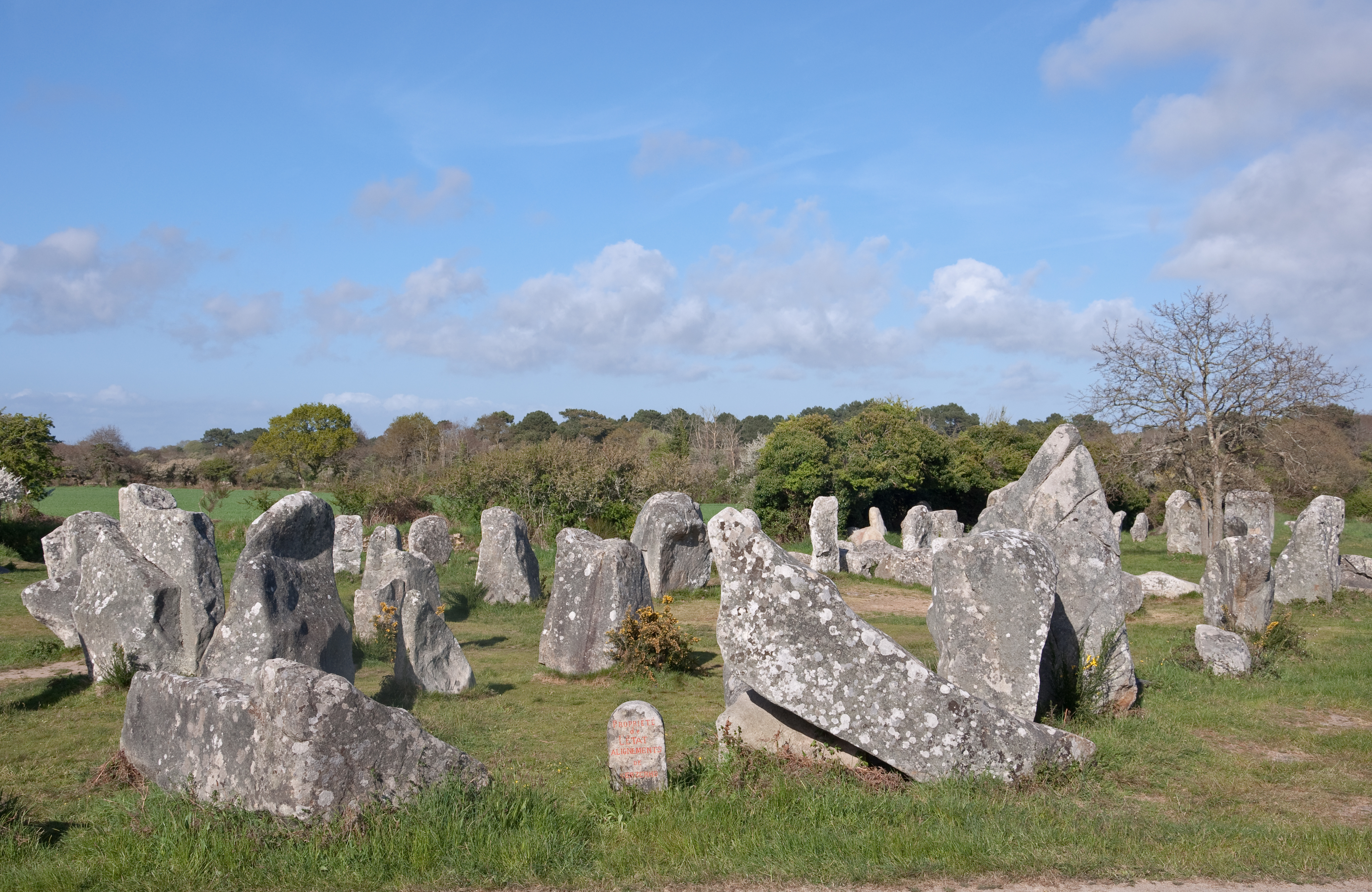
Im Alignement von Kerzerho
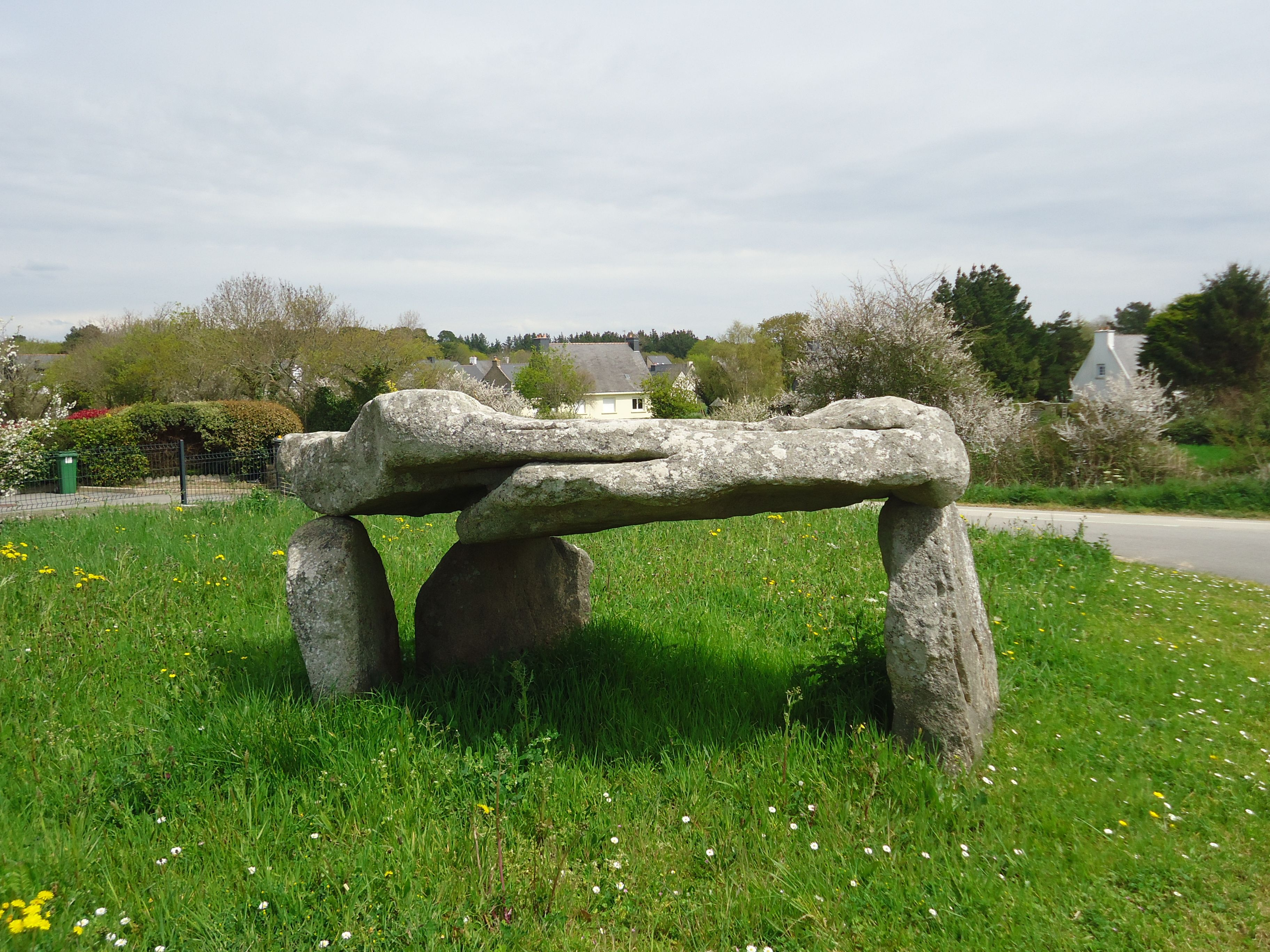
Dolmen von Botlann
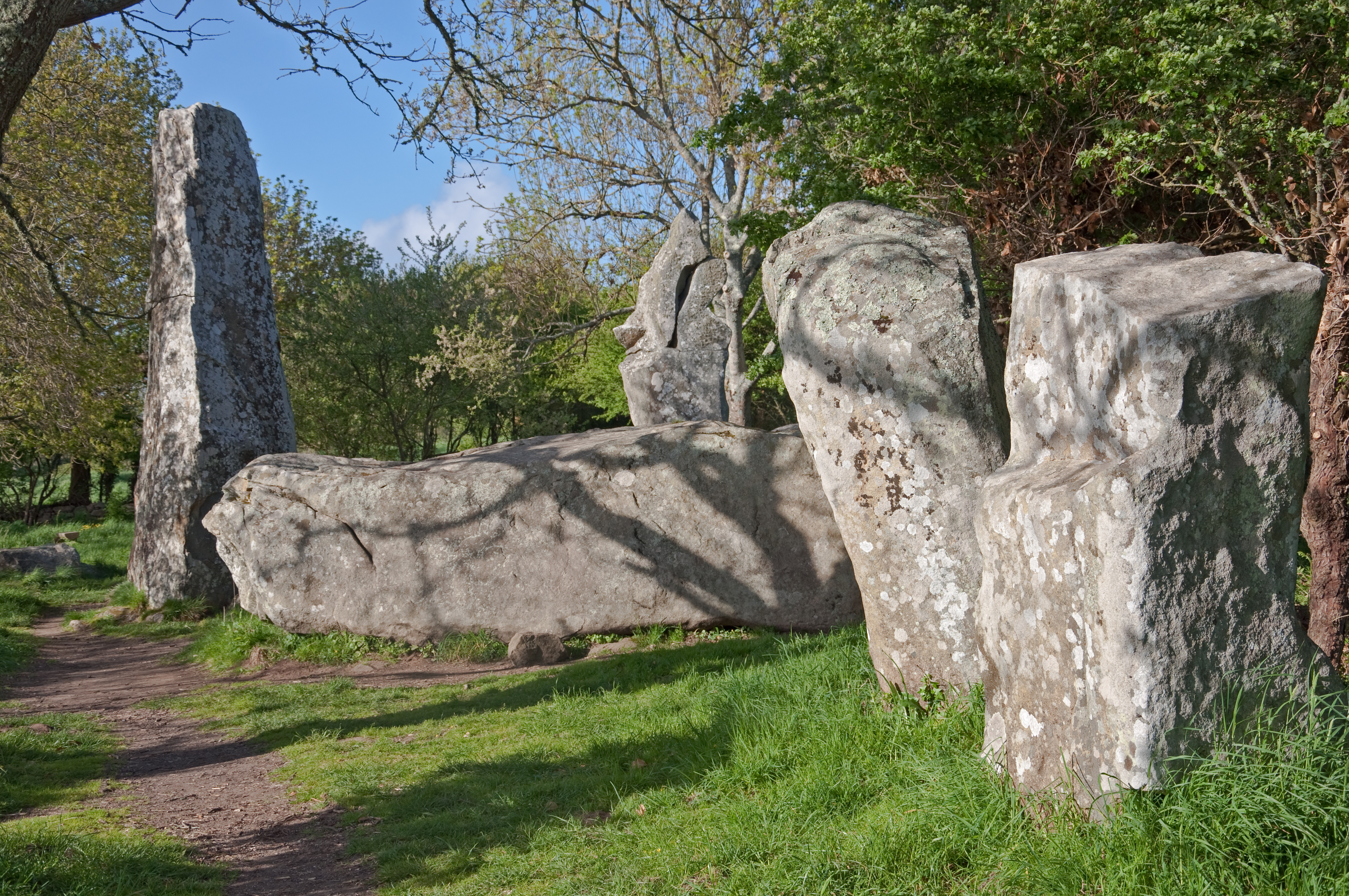
Giganten von Kerzerho
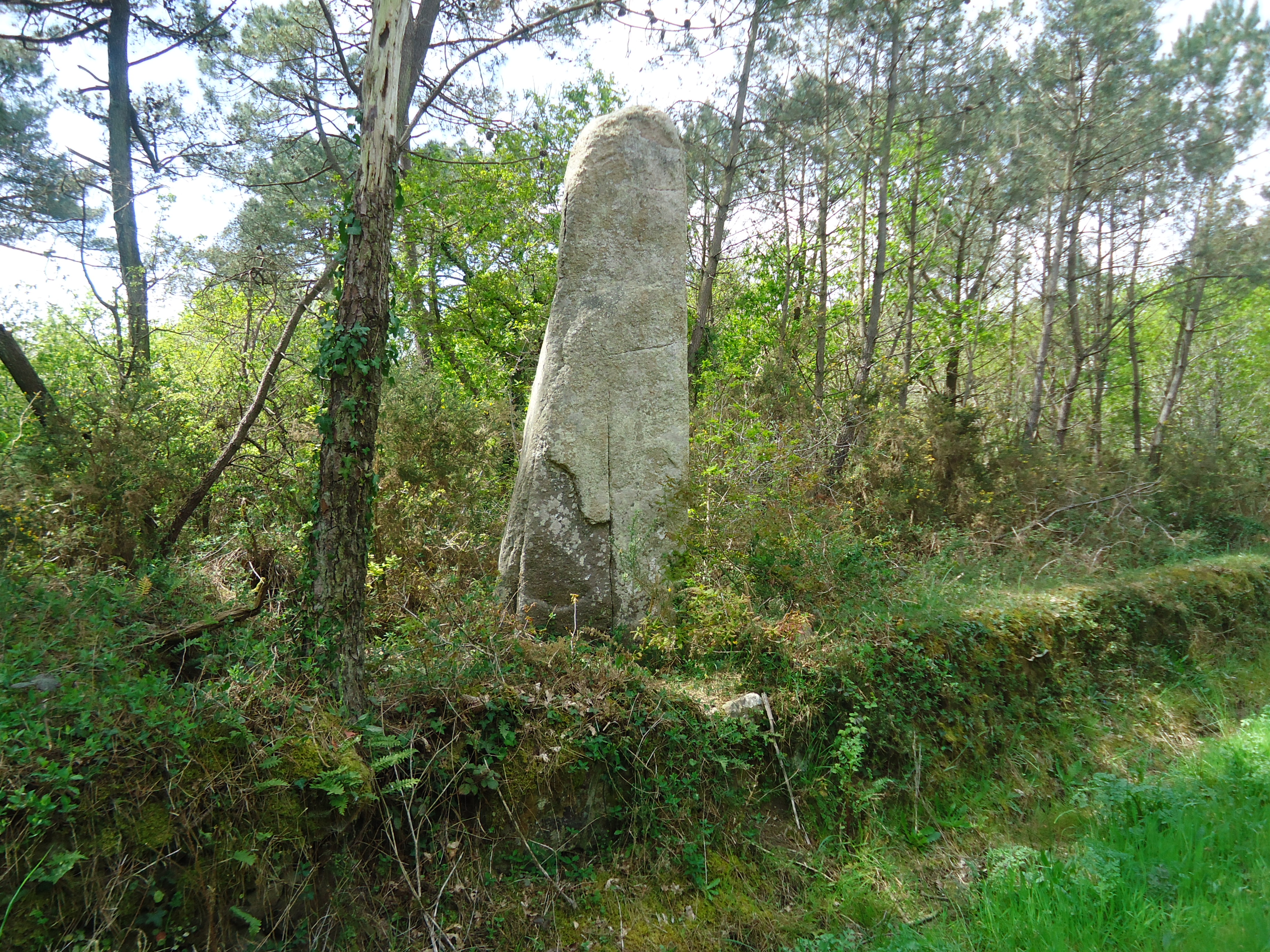
Menhir von Lann

## Verkehr
Erdeven liegt an der D781, die die Küstenorte von Port-Louis im Nordwesten bis Locmariaquer im Südosten verbindet.
Der nächste Bahnhof mit Fernverkehrsanschluss liegt in Auray, nächstgelegener Flughafen ist Lorient Bretagne Sud. Busverbindungen (montags bis samstags) bestehen nach Auray, Carnac – La Trinité-sur-Mer, Lorient und Port-Louis.
Durch den Ort hindurch verlief bis 1935 die Straßenbahn La Trinité–Étel.

## Partnergemeinde
- St. Märgen, Deutschland (seit 1997)